# Rodriguezius simplex
Rodriguezius simplex is een keversoort uit de familie van de boktorren (Cerambycidae). De wetenschappelijke naam van de soort werd in 1876 als Macrotoma simplex gepubliceerd door Charles Owen Waterhouse.